# Fritz Haas
Pour les articles homonymes, voir Haas.
Fritz Haas est un malacologiste américain d’origine allemande, né le 4 janvier 1886 à Francfort-sur-le-Main et mort le 26 décembre 1969 à Chicago.

## Biographie
Il obtient son doctorat à l’université de Heidelberg et suit les cours de l’herpétologiste et malacologiste Oskar Boettger (1844-1910) et le malacologiste Wilhelm Kobelt (1840-1916). Il voyage en Norvège en 1910. Il devient conservateur du département de zoologie des invertébrés au Muséum Senckenberg de Francfort-sur-le-Main de 1911 à 1936. Durant la Première Guerre mondiale, il se réfugie dans les Pyrénées et en Espagne. Haas se marie avec Helege Ganz le 30 mars 1922. Il voyage dans le sud de l’Afrique dans l’expédition de Hans Schomburgk (1880-1967) de 1931-1932. Le pouvoir nazi le contraint à quitter ses fonctions le 30 juin 1936, en raison de ses origines familiales juives. Il est au Brésil en 1937 et devient conservateur des invertébrés inférieurs au Field Museum of Natural History de Chicago de 1938 à 1959.
Grand spécialiste des unionoïdes, il fait paraître l’une des références sur ce groupe Superfamilia Unionacea en 1969.

## Source
- (en) Biographie de l’Illinois Natural History Survey